# 新方袋
新方袋（にいがたふくろ）は、埼玉県春日部市の町丁。現行行政地名は新方袋のみ。丁番の設定のない単独町名である。住居表示未実施地区。郵便番号は344-0041。

## 地理
埼玉県の東部地域で、春日部市西部の沖積平野に位置する。地区の南部に水田地帯として利用されている氾濫平野があり、それを取り囲むように北側および西側にかつての利根川（現在の古隅田川）が造り出した自然堤防の微高地がある。そのさらに外側には蛇行するかつての利根川の河道跡があり、その境目の場所に堤防跡の土手が残り、古隅田公園およびその遊歩道として整備されている。
東側で西八木崎や豊町、南側で南中曽根、西側でさいたま市岩槻区大字小溝、北側で内牧や南栄町と隣接する。東部では浜川戸とも国道16号外回り線の道路敷地内で極僅かに隣接する。また、地区の南西側で、南中曽根との境界が複雑に錯綜する場所に南中曽根の小さな飛地があり、その辺りはやや戸建ての住宅が多い。
地内は全体的に市街化調整区域に指定された農業地域で、湾曲する自然堤防沿いに古くからの集落があり、江戸期以来の面影を残す農家も見られる。南西部の東武野田線（東武アーバンパークライン）の南側に突き出た部分は、市街化区域に指定された住宅が建ち並ぶ第一種住居地域や準住居地域に指定された市街地である。能の隅田川で有名な「梅若丸」に関する伝承がある梅若塚や梅若社が当地に残されている。

## 歴史
もとは江戸期より存在した武蔵国埼玉郡百間領に属する新方袋村で、古くは中世末期頃より見出せる太田荘（おおたのしょう）のうちにあったという。村高は正保年間の『武蔵田園簿』では袋村として142石余（田39石余、畑102石余）、『元禄郷帳』によると765石余、『天保郷帳』によると493石余、『旧高旧領取調帳』によると486石余であった。助郷は日光街道粕壁宿に出役していた。化政期の戸数は40軒余で、村の規模は東西8町、南北30町であった。村の東側を岩槻街道が通っていた。新方領近くの川に囲まれた袋地のような場所に村があり、地名の由来となっている。
- はじめは岩槻藩領、1711年（正徳元年）より幕府領となる。
- 幕末の時点では埼玉郡に属し、明治初年の『旧高旧領取調帳』の記載によると、代官・大竹左馬太郎支配所が管轄する幕府領であった[11]。
- 1868年（慶応4年）6月19日  - 代官支配地が武蔵知県事・山田政則（忍藩士）の管轄となる。
- 1869年（明治2年）
  - 1月13日 - 武蔵知県事・宮原忠英の管轄区域に大宮県を設置、同県の管轄となる。県庁は東京府馬喰町に置かれる。
  - 9月29日 - 県庁が浦和に置かれ浦和県に改称。
- 1871年（明治4年）11月13日 - 第1次府県統合により埼玉県の管轄となる。
- 1879年（明治12年）3月17日 - 郡区町村編制法により成立した南埼玉郡に属す。郡役所は岩槻町に設置。
- 1888年（明治21年） - 地内に大宮 - 岩槻 - 粕壁間を通る岩槻新道（後の国道16号、現、さいたま春日部線[注釈 1]）が建設され開通する。
- 1889年（明治22年）4月1日 - 町村制施行により、新方袋村は道順川戸村、上蛭田村、下蛭田村、花積村、道口蛭田村、増富村、南中曽根村、増戸村、上大増新田、下大増新田、谷原新田と合併し南埼玉郡豊春村が成立、新方袋村は豊春村の大字新方袋となる。
- 1920年（大正9年）4月1日 - 地内を通る岩槻新道が埼玉県告示第103号により県道5号浦和杉戸線の一部となり、県道認定される。
- 1947年（昭和22年）9月 - カスリーン台風の襲来により大きな被害を受ける[5]。
- 1954年（昭和29年）10月 - 地内に鎮座する満蔵寺境内地のお葉附きイチョウが県指定文化財に指定される[12]
- 1967年（昭和42年）4月 - 地内に岩槻春日部バイパスが建設され、開通する[12]。
- 1978年（昭和53年）4月 - 地内に春日部市立宮川小学校が開校する[12]。
- 1984年（昭和59年）12月1日 - 住居表示実施により、大字新方袋の一部が豊町の一部となる[13]。
- 1994年（平成6年）4月1日 - 地内の県道45号春日部岩槻線が、埼玉県告示第519・527号により廃止され、主要地方道として県道2号大宮春日部線が認定される（さいたま市発足に伴ない、現在のさいたま春日部線に改称）。
- 2004年（平成16年）3月29日 - 住居表示が実施され、大字新方袋の一部（字上縄耕地の一部）より西八木崎一丁目が成立[14]。
- 2005年（平成17年）
  - 2月21日 - 住居表示が実施され、大字新方袋の一部（字上縄耕地の一部、字内耕地の一部、字宮川耕地の一部（三丁目のみ））より西八木崎二丁目・三丁目が成立[15][16]。
  - 10月1日 - 春日部市が北葛飾郡庄和町と合併し、新たな春日部市が発足、同時に住所標記の簡略化のため市内の大字が廃止され[17]、大字南中曽根は丁番の設定のない南中曽根となる[18]。

### 存在していた小字
- 山口[19]
- 内耕
- 上縄
- 新田
- 宮川

## 世帯数と人口
2024年（令和6年）1月1日現在の世帯数と人口は以下の通りである。
| 丁目   | 世帯数  | 人口  |
| ------ | ------- | ----- |
| 新方袋 | 252世帯 | 608人 |

## 小・中学校の学区
市立小・中学校に通う場合、学区は以下の通りとなる。
| 番地 | 小学校               | 中学校               |
| --- | -------------------- | -------------------- |
| 1番地 - 544番地、585番地 - 593番地、629番地2、630番地 - 643番地1、644番地1、649番地、650番地2、1085番地 - 1277番地、1278番地2 | 春日部市立宮川小学校 | 春日部市立豊春中学校 |
| 621番地3、624番地2 - 624番地、643番地2 - 643番地、647番地、650番地1、650番地4 - 668番地                                       | 春日部市立豊春小学校 | 春日部市立豊春中学校 |

## 交通
地区の南東部を東武鉄道野田線（東武アーバンパークライン）が通るが、鉄道駅は設置されていない。

### 道路
- 国道16号岩槻春日部バイパス
- 埼玉県道2号さいたま春日部線　- 南東部でかすめる
- 市道2-11号線 - 地区の北部を北西方向に向かい、内牧に至る通り。

### バス
地内に路線バスの路線は設定されていない。
春日部市コミュニティバス「春バス」
地区内を縦貫・巡回する路線は設定されていない。以前は「豊春駅・内牧・北春日部駅ルート」（第三次運行ルート）が設定され、「新方袋」「満蔵寺入口」「宮川小学校入口」停留所が設置されていたが、2024年1月3日限りで廃止された（詳細は当該項目を参照）。

## 施設
- 春日部市立宮川小学校
- 満蔵寺 - 「梅若丸」（隅田川 (能)も参照）に関する伝承の「梅若塚」などがある。
- 天満宮
- 松の木自治会館
- 古隅田公園（古隅田第2公園） - 北側の一部
  - 古隅田緑道
- 古隅田川緑道 - 南栄町の境界付近で古隅田川の旧河道に沿って設置
- 時鳥公園
- 南中曽根第2公園
- 南中曽根第3公園
- 豊春第28公園
- 松の木団地内遊水池広場